# تاوني نيوسوم
تاوني نيوسوم (بالإنجليزية: Tawny Newsome)‏ هي موسيقية وممثلة كوميدية أمريكية.

## حياتها المبكرة
تعود أصولها إلي فاكافيلي، كاليفورنيا، التحقت نيوسوم بمدرسة المسرح في شيكاغو، حيث بدأت حياتها المهنية الكوميدية مع مسلسل سكند سيتي.

## فيلموغرافيا
| عام  | عنوان              | وظيفة                    | ملاحظات |
| ---- | ------------------ | ------------------------ | ------- |
| 2015 | العم جون           | جذاب محب فتاة            |         |
| 2016 | نموذج إله آينشتاين | مارسيل جوتيريز           |         |
| 2018 | شارع القناة        | كاي                      |         |
| 2019 | الجواسيس المقنعة   | موظف الوكالة رقم 1 (صوت) |         |

| عام       | عنوان                                      | وظيفة                     | ملاحظات                                                      |
| --------- | ------------------------------------------ | ------------------------- | ------------------------------------------------------------ |
| 2013      | حريق شيكاجو                                | جين                       | الحلقة: "بيت المشاكل"                                        |
| 2014      | أزمة                                       | EMT                       | الحلقة: "أفضل الخطط"                                         |
| 2015      | صفارات الانذار                             | جامي                      | الحلقة: "كرات"                                               |
| 2016      | 2 انكسر بنات                               | كريسي                     | الحلقة: "و The Basketball Jones"                             |
| 2016      | كوميديا بانج! انفجار!                      | أمي قلقة                  | حلقة: "زاك غاليفياناكيس يرتدي خاكي وحذاء ملفوف باللون البني" |
| 2016      | خذ زوجتي                                   | بام                       | الحلقة: "Punchline"                                          |
| 2016      | وثائقي الآن!                               | المغني النسخ الاحتياطي    | الحلقة: "الإرسال النهائي"                                    |
| 2016-2019 | Bajillion Dollar Propertie $               | تشيلسي لايت لي            | 34 حلقة                                                      |
| 2017      | لا أحد                                     | نعمة او وقت سماح          | 3 حلقات                                                      |
| 2017      | عرض كارمايكل                               | جيسيكا                    | الحلقة: "ذكرى مرور ثلاث سنوات"                               |
| 2017      | هل تريد رؤية جثة؟                          | ماريون                    | الحلقة: "جسد وم شمل مدرسة ثانوية (مع جو لو تروجليو)"         |
| 2017      | الكوميديا النزول                           | نينا                      | 10 حلقات                                                     |
| 2019      | بروكمير                                    | غابي تايلور               | 6 حلقات                                                      |
| 2019      | الزنوج الجدد مع البارون فون وفتح مايك إيجل | المؤدي                    | الحلقة: "Money"                                              |
| 2019      | معرض شيرمان                                | مختلف                     | 4 حلقات                                                      |
| 2019      | فم كبير                                    | (صوت)                     | الحلقة: "دوق"                                                |
| 2019      | انسجام مثالي                               | جورجيا                    | 3 حلقات                                                      |
| 2019      | كريج كريك                                  | ياسمين (صوت)              | الحلقة: "كريج وطاولة الطفل"                                  |
| 2020      | متجر كبير                                  | إيزابيل                   | الحلقة: "Zephra Cares"                                       |
| 2020      | القوة الفضائية                             | أنجيلا علي                | دور أساسي                                                    |
| 2020      | ستار تريك: الطوابق السفلى                  | انساين بيكيت مارينر (صوت) | دور أساسي؛ مسلسل تلفزيوني قادم                               |

## روابط خارجية
- تاوني نيوسوم على موقع IMDb (الإنجليزية)
- تاوني نيوسوم على موقع روتن توميتوز (الإنجليزية)
- تاوني نيوسوم على موقع ألو سيني (الفرنسية)
- تاوني نيوسوم على موقع ميوزك برينز (الإنجليزية)
- تاوني نيوسوم على موقع أول ميوزيك (الإنجليزية)
- تاوني نيوسوم على موقع ديسكوغز (الإنجليزية)
- تاوني نيوسوم على موقع قاعدة بيانات الفيلم (الإنجليزية)